# Brijuni
Brijuni (în italiană Brioni) este un grup de paisprezece insule mici în partea croată a Mării Adriatice de Nord, separate de coasta de vest a peninsulei Istria de strâmtoarea îngustă Fažana. Cea mai mare insulă, insula Veliki Brijun (în italiană Brioni Grande), (5.6   km 2 ), se află la 2 kilometri (1 mi) de coastă. A doua cea mai mare insulă este Mali Brijun, cu o suprafață de 1,07   km² și alte douăsprezece insule mai mici. Celebre pentru frumusețea lor pitorească, insulele sunt o stațiune de vacanță și un parc național croat. 

## Istorie

Harta insulelor Brijuni

Insulele Brijuni au fost denumite de grecii antici Pollariae sau Pullariae (Πολλάριαι), iar mai târziu, ele au fost numite Brioniano. 
Insulele Brijuni aveau niște așezări antice romane, dar până la sfârșitul secolului al XIX-lea insulele erau folosite în principal pentru carierele lor, care au fost exploatate timp de secole. Insulele aparțineau Veneției din Evul Mediu, iar pietrele din insule erau folosite pentru a construi palatele și podurile orașului.  Insulele făceau parte din provinciile ilirice după scurta anexă a lui Napoleon. 
În 1815 insulele au devenit parte a Imperiului Austriac, care ulterior a devenit Austria-Ungaria. În această perioadă, carierele insulelor au furnizat mai întâi piatră Vienei și Berlinului. Odată cu ridicarea unei baze navale în portul Pula, austriecii au construit o fortăreață puternică, "Fort Tegetthoff", pe insula Islandei Veliki Brijun, împreună cu fortificații minore asupra unora dintre celelalte. 
Magnatul afacerist vienez Paul Kupelwieser a cumpărat întregul arhipelag și a creat o stațiune exclusivistă pe plajă. În 1912 Kupelwieser l-a invitat pe Robert Koch, microbiolog renumit, să-și desfășoare experimentele de eradicare a malariei pe Brijuni. Koch și asociații săi au avut succes, iar în 1901 insula a fost declarată fără malarie. 

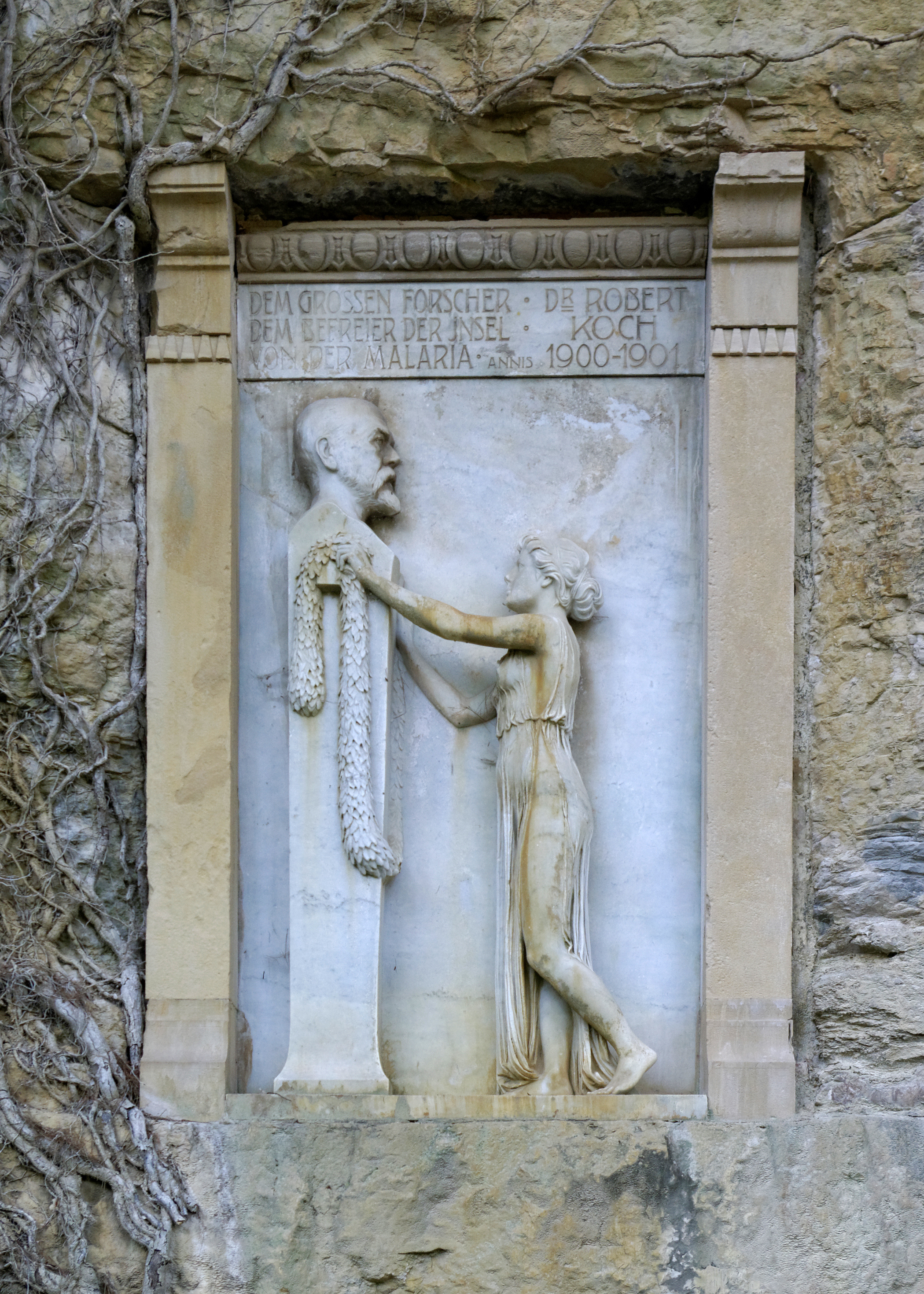
Comemorarea lui Robert Koch pentru eradicarea malariei pe insulă

Proprietatea a fost completată cu hoteluri de primă clasă, restaurante, stațiuni de pe plajă, un cazinou și un port de iahturi și a devenit un punct focal în viața socială pe Riviera Austriacă. Kupelwieser a înființat, de asemenea, o regată de navigație, un teren de golf și, din cauza înfloririi culturii austriece, diferite concerte muzicale și evenimente de literatură. Insulele Brijuni au devenit populare ca destinație pentru clasa superioară vieneză și au fost vizitate de membri ai familiei imperiale și de alți burghezi și aristocrați europeni bogați. În timpul Marelui Război, marina austro-ungară avea aici o bază de submarine. 

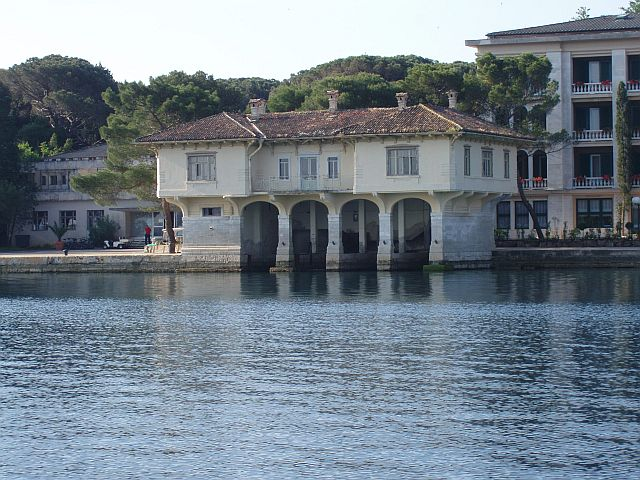
Portul principal de pe Brijuni, arătând debarcaderul din 1902.

În 1918, după Primul Război Mondial, Brijuni a devenit parte a statului italian. Karl Kupelwieser, fiul fondatorului moșiei, a încercat să-și păstreze vechea splendoare, dar după criza economică după Crahul de pe Wall Street din 1929, imobilul a dat faliment, iar Karl s-a sinucis. În 1930, proprietatea asupra insulelor a fost dobândită de guvernul italian din cauza falimentului și a rămas parte din Italia până la capitularea din 1943. 
În 1945, după cel de-al doilea război mondial, Brijuni a devenit parte a Iugoslaviei, iar președintele mareșal Iosip Broz Tito a făcut din Insulele Brijuni, reședința sa personală de vară. Arhitectul sloven Jože Plečnik a proiectat un pavilion pentru Tito. Aproape 100 de șefi de stat străini au vizitat Tito pe insulele sale, împreună cu vedete de film, printre care și Elizabeth Taylor, Richard Burton, Sophia Loren, Carlo Ponti și Gina Lollobrigida. Tito a murit în 1980, iar în 1983 insulele au fost declarate Parc Național al Iugoslaviei. 
La mijlocul lunii iulie 1956, președintele Egiptului, Gamal Abdel Nasser, primul ministru al Indiei, Jawaharlal Nehru, și președintele Iugoslaviei, Iosip Broz Tito, s-au întâlnit aici pentru a discuta despre opoziția lor față de războiul rece. Aceste idei mai târziu au dat naștere Mișcării de Nealiniere. Vijay Prashad a comparat această întâlnire cu Conferința de la Yalta. 
În 1991, Croația și-a câștigat independența și a făcut din Insulele Brijuni un Centru de Conferințe Internaționale (a se vedea Acordul Brijuni ). Au fost redeschise patru hoteluri pe insula Veliki Brijun, precum și un parc Safari, care deține animale date lui Tito, cum ar fi Sony și Lanka, doi elefanți indieni donați de Indira Gandhi. Sony, care a fost donat lui Tito în 1970 la vârsta de 2 ani, a murit în 2010. Turneul Internațional de Polo de la Brijuni, datează din anul 1924, a fost reluat din 2004. 

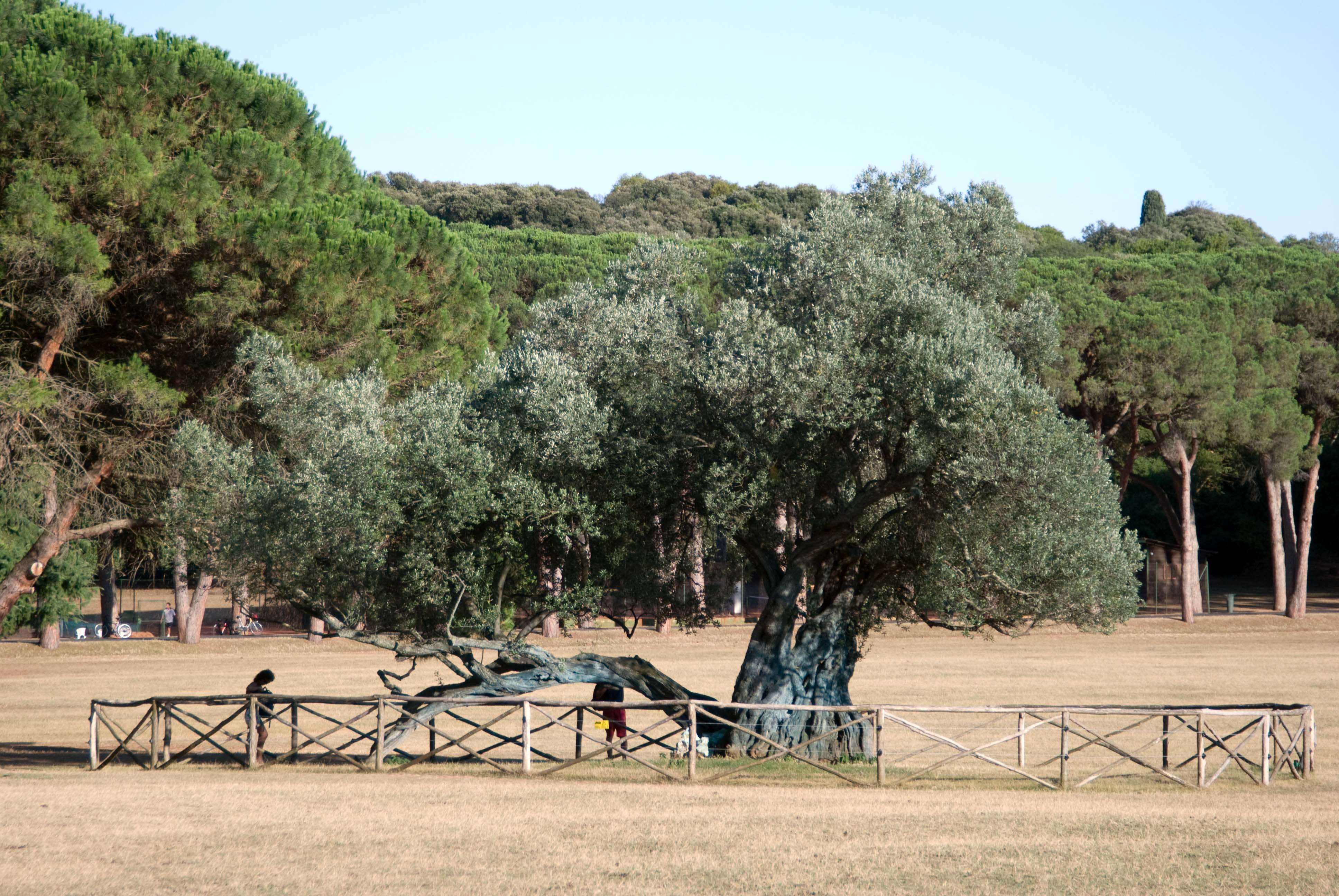
Măslin de 1700 de ani

## Flora
Cea mai mare parte a florei din arhipelagul insulelor Brijuni are caracteristicile mediteraneene tipice. Pe insula Veliki Brijun există aproximativ 600 de specii de plante indigene. Aici cedrii, bambusul și tisa piramidală au devenit aclimatizate, în timp ce pe Vanga crește molidul. Există, de asemenea, multă vegetație exotică pe care Tito a primit-o de la oameni de stat străini.  Cele mai importante plante asociate din insula Veliki Brijun sunt: arbustul Maquis, stejariHolm și lauri și conifere, care sunt foarte caracteristice regiunii. 
Este interesant de subliniat că pe insule există unele specii de plante care se numără printre speciile de plante pe cale de dispariție din Istria (macul, castravete sălbatice, unele specii de iarbă etc.), dar pe insule sunt destul de răspândite și se dezvoltă liber. Partea cea mai valoroasă parte a insulei din punct de vedere al vegetației se întinde de la Villa Brijunka din sud, iar cea mai frumoasă pădure se află în partea de est a vilei albe. 

## Faună

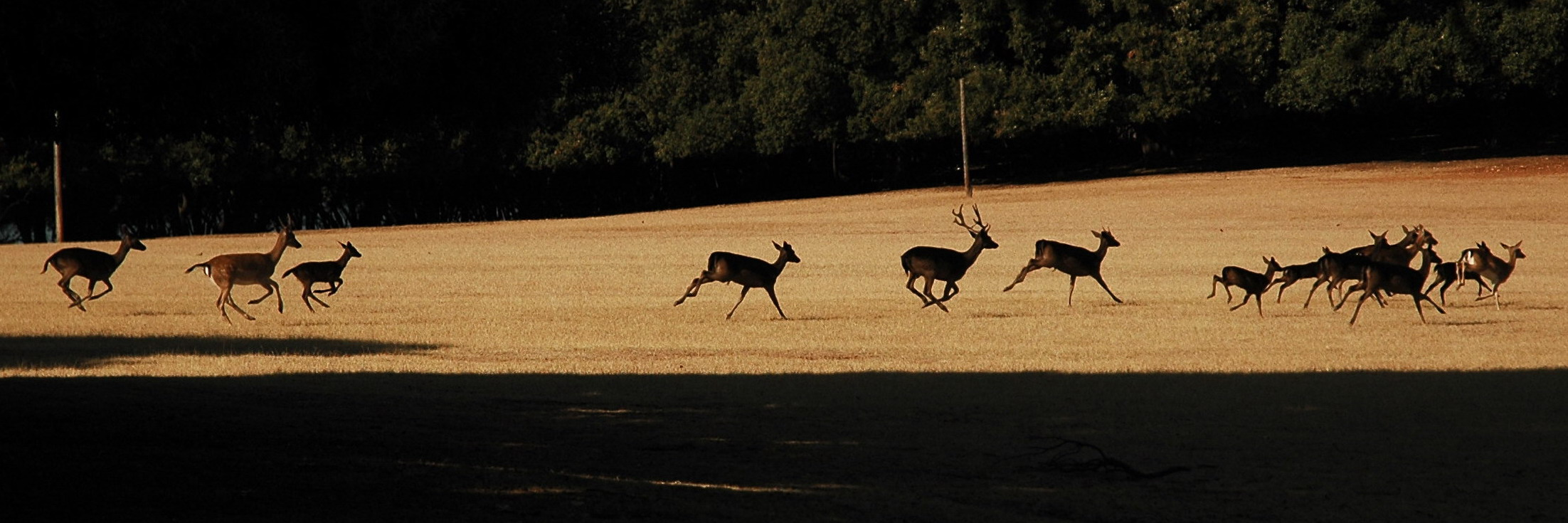
Parcul Safari

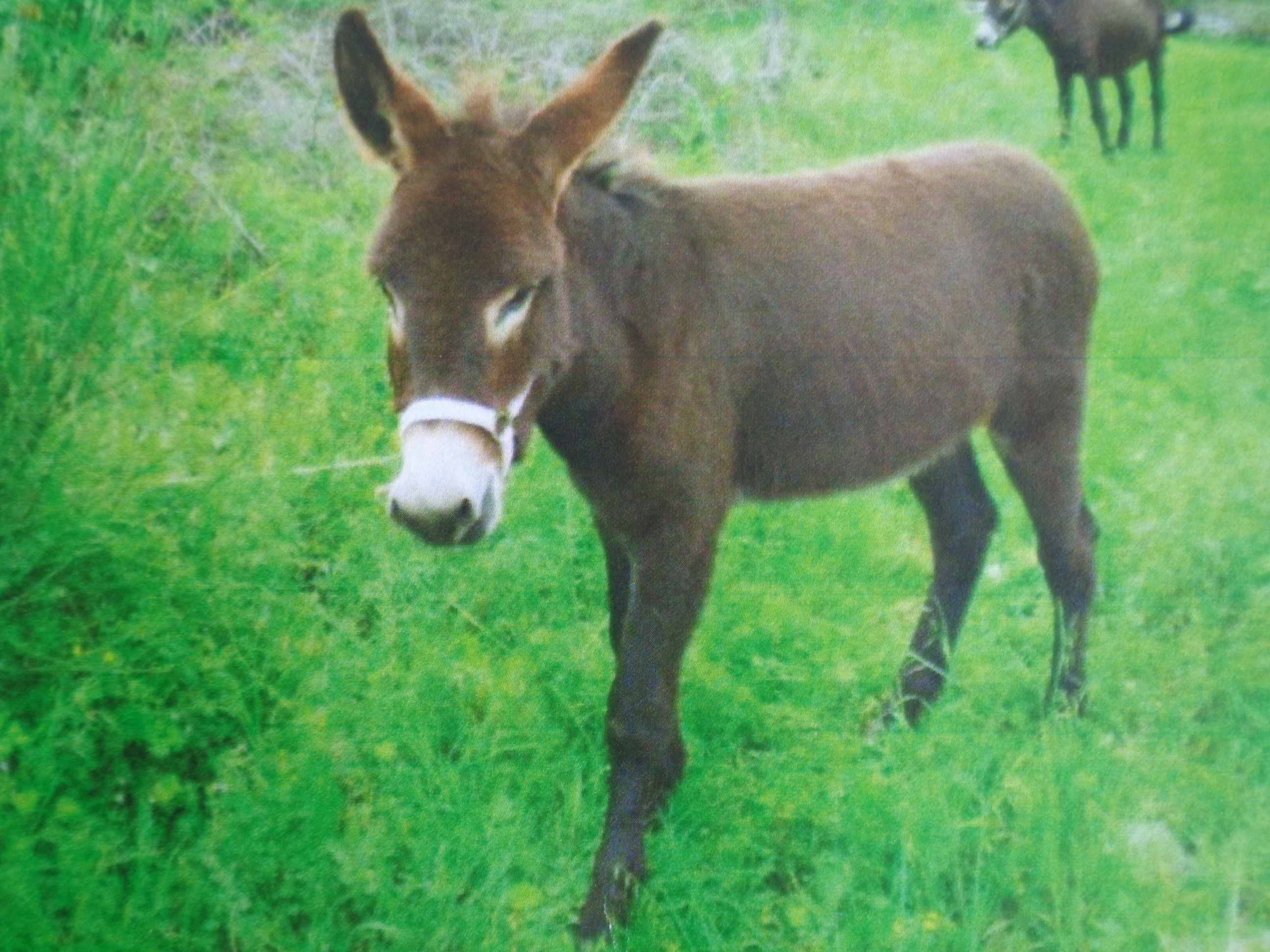
Măgarul Istrian

Din cauza prezenței milenare a oamenilor din arhipelagul Brijuni, lumea animalelor de pe insule, în special Veliki Brijun, pe lângă speciile autohtone, a fost îmbogățită de multe specii importate care nu sunt autohtone acestui habitat, dar s-au aclimatizat datorită condițiilor microclimatice aproape ideale. În interiorul parcului există un parc etno este o zonă din cadrul parcului Safari, care prezintă o gospodărie tipică istriană cu specificul său autohton. Boul Istrian (descendent al bourului), oaia Istriană, măgari și capre. Se intenționează atât ca habitat, cât și ca prezentare a animalelor domestice din Istria. 
În plus, la începutul secolului al XX-lea, insula Veliki Brijun a fost introdusă cerbul chili, căpriorul și muflonii. Numerele lor au crescut în următoarele decenii și pot fi văzute în mod liber în jurul insulei. 
La sfârșitul secolului al XIX-lea și începutul secolului al XX-lea au fost importate iepurele european, chitalul, cerbul și muflonul, astfel încât descendenții lor încă mai împodobesc pădurile, parcurile și poienile din Brijuni și fac parte din identitatea sa. Păsările autohtone sunt destul de bine reprezentate. Unele dintre insulele mai mici sunt habitate excelente unde cuibăresc pescăruși și rândunici de mare, precum și unele specii rare de cormorani. Insulele Brijuni sunt, de asemenea, habitate sezoniere importante ale speciilor de păsări din nord, iar cea mai interesantă este localitatea Saline. Aceasta este o zonă foarte umedă, cu trei lacuri mlaștinoase de 8 acri (32.000 m2)     a zonei împrejmuite în scopul formării unei rezervații ornitologice. Cel mai mare lac este îngroșat cu stuf și este un teren bun pentru multe tipuri de păsări. 
Pe insulă se află și un parc Safari, care găzduiește o varietate de animale exotice care au fost date parcului ca daruri de la parteneri diplomatici. nilgaul, zebul și elefantul asiatic au fost donate ca un cadou din India, zebra de câmpie și zebra montană au fost date de Ahmed Sékou Touré din Guineea, antilopa de apă a venit din Etiopia.  

Mările locale din arhipelagul Brijuni sunt importante zone de incubație și parcuri marine reprezentative pentru organismele marine tipice din nordul Adriaticii. Din organismele marine care sunt protejate de Legea privind conservarea mediului în apele din Brijuni, puteți găsi pen-shell-ul și coajă de date. Țestoasele și delfinii marini, vertebratele marine protejate, pot fi observate din când în când în apele din Brijuni. Există, de asemenea, unele specii endemice, cum ar fi tang negru, Jadranski bračić, și tunicate, Jadranski ciganin. 
Fundul mării abundă în bureți, crustacee, pești etc. În trecut, în mările din Brijuni au fost găsite câteva specii care nu au fost niciodată văzute în Marea Adriatică, precum și unele specii până atunci necunoscute oamenilor de știință, precum coralul moale Alcyonium brionense sau varietatea buretelui Ircinia variabilis fistulata. 

## Turism

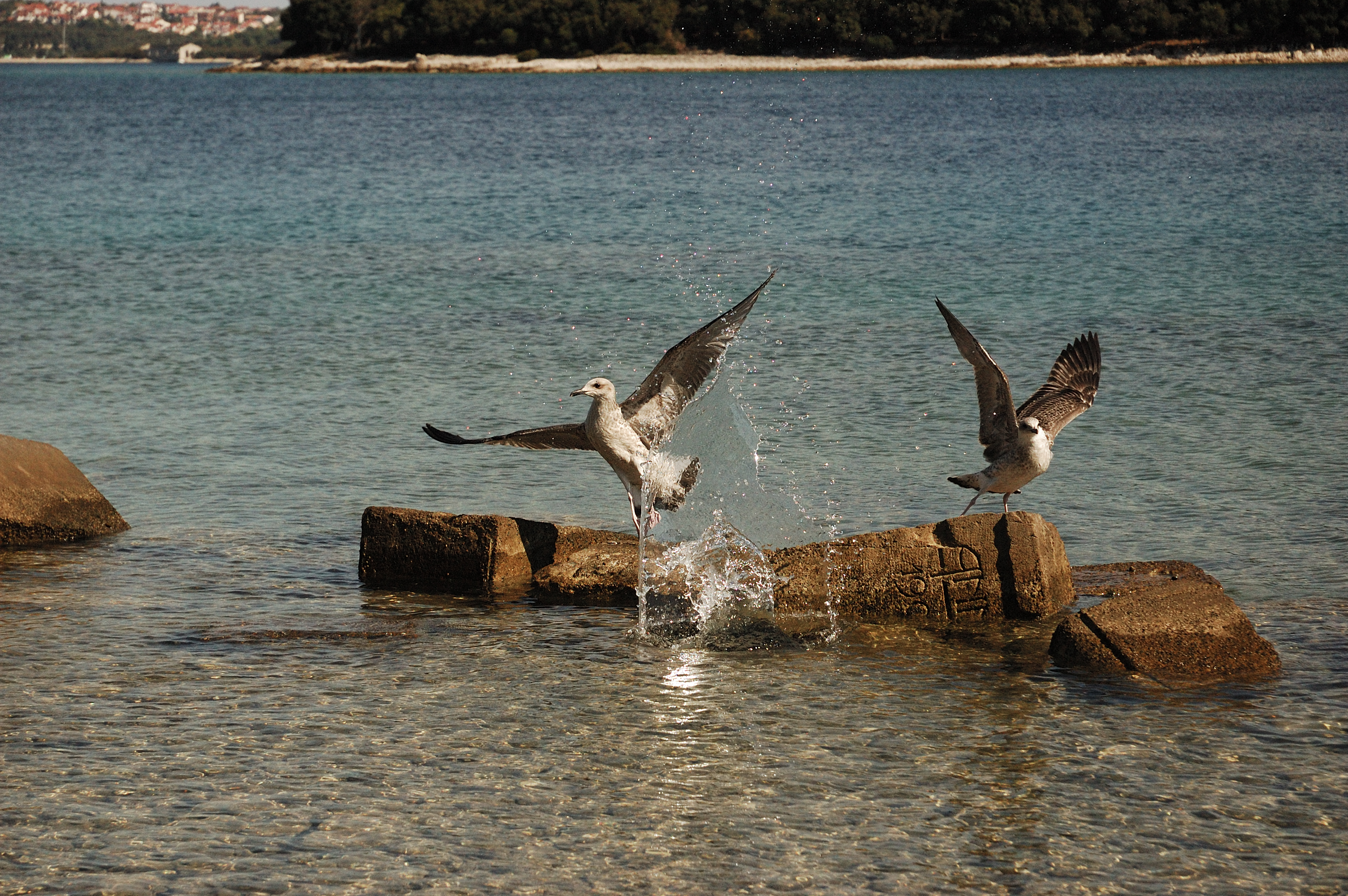

Pe Brijuni există mai multe situri arheologice și culturale. 
În patru situri de pe insula Veliki Brijun au fost descoperite peste 200 de urme de dinozauri, care pot fi urmărite până în Perioada Cretacică, de unde își ia numele numele de Parcul Cretacic Brijuni. 
Există, de asemenea, mai multe situri arheologice care merită văzute. Există Biserica Sf. Maria din secolul al XIII-lea, construită de Cavalerii Templieri. Există, de asemenea, două vestigii romane vechi, din secolul al II-lea î.Hr. și rămășițe ale unui palat bizantin. Ultimul rămas este Hill-fort care indică o așezare a epoca bronzului de pe insulă, datând din secolul al XIV-lea î.Hr. 
Există, de asemenea, mai multe expoziții, inclusiv istorie naturală și expoziții de artă, precum și colecții arheologice. 

## Altele
Compania italiană de îmbrăcăminte Brioni este numită după numele istoric al insulelor. 
James Joyce a sărbătorit cea de-a 23-a aniversare pe Veliki Brijun la 2 februarie 1905 

## Vezi si
- Riviera Austriacă